# Coronavirus humà 229E
El coronavirus humà 229E (HCoV-229E, de Human Coronavirus 229E) és un virus ARN monocatenari de sentit positiu del gènere Alphacoronavirus. Juntament amb el coronavirus humà OC43, es troba entre els virus responsables del refredat comú. El virus es transmet a partir de gotetes i està associat a certa varietat de símptomes respiratoris que van des del refredat comú fins a resultats d'alta morbilitat com ara pneumònia i bronquiolitis. El virus ha estat detectat a diferents parts del món i en diferents èpoques de l'any. Aquesta espècie de coronavirus sol infectar humans i ratpenats.